# Norwegischer Fußballpokal der Männer 1980
Der norwegische Fußballpokal 1980 (kurz auch NM-Cup 1980 genannt) war die 75. Austragung des Fußballpokalwettbewerbs der Männer. Pokalsieger wurde Vålerenga Oslo. Das Team setzte sich im Finale mit 4:1 gegen Lillestrøm SK durch. Durch den Sieg qualifizierte sich Vålerenga für den Europapokal der Pokalsieger 1981/82.

## 1. Runde
| Datum      |                     | Ergebnis  |                    |
| ---------- | ------------------- | --------- | ------------------ |
| 27.05.1980 | Lillehammer FK      | 4:0       | Stange SK          |
|            | Brekken IL          | 0:2       | Vinstra IL         |
| 28.05.1980 | Fram Skatval        | 1:0       | Steinkjer FK       |
|            | IL Sverre           | 2:1       | SK Nessegutten     |
|            | Leinstrand IL       | 0:4       | Strindheim IL      |
|            | Fana IL             | 0:1 n. V. | IL Varegg          |
|            | FK Jerv             | 3:2       | IK Grane Arendal   |
|            | FK Donn             | 2:4       | FK Vigør           |
|            | Lyngen IL           | 3:0       | Nordreisa IL       |
|            | Finstadbru IF       | 0:5       | Strømmen IF        |
| 29.05.1980 | Østsiden IL         | 5:1       | Sander IL          |
|            | Lisleby FK          | 2:1       | Kvik Halden FK     |
|            | FK Sparta Sarpsborg | 0:2 n. V. | Frigg Oslo FK      |
|            | Kolbotn IL          | 0:1       | SFK Lyn Oslo       |
|            | Lørenskog IF        | 2:7       | Sarpsborg FK       |
|            | Aurskog IL          | 0:2       | Åssiden IF         |
|            | Brumunddal IL       | 1:2 n. V. | Lærdal IL          |
|            | Vang IL             | 1:4       | Kongsvinger IL     |
|            | Raufoss IL          | 5:1       | Vikersund IF       |
|            | Geithus IL          | 1:5       | Mjøndalen IF       |
|            | SK Snøgg            | 2:2 n. V. | Jevnaker IF        |
|            | Bærum SK            | 2:1       | Teie IF            |
|            | Fram Larvik         | 2:1       | SK Sprint-Jeløy    |
|            | Odds BK             | 2:2 n. V. | Storms BK          |
|            | Kvinesdal IL        | 0:4       | Start Kristiansand |
|            | SK Ulf              | 1:0       | Sola FK            |
|            | Klepp IL            | 1:1 n. V. | Vigrestad IK       |
|            | FK Vidar            | 0:5       | Viking Stavanger   |
|            | IL Havørn           | 1:2       | Bryne FK           |
|            | Kopervik IL         | 5:1       | Stavanger IF       |
|            | SK Haugar           | 2:1       | Ålgård FK          |
|            | IL Solid            | 1:2 n. V. | SK Vard Haugesund  |
|            | Os TF               | 3:1       | Arna TIL           |
|            | FK Hald             | 0:1       | Ny-Krohnborg IL    |
|            | IL Bjarg            | 0:4       | Brann Bergen       |
|            | Sogndal IL          | 2:3       | Eid IL             |
|            | Ørsta IL            | 2:0 n. V. | Tornado FK         |
|            | IL Valder           | 0:1       | Molde FK           |
|            | Bergsøy IL          | 1:2       | Skarbøvik IF       |
|            | IL Hødd             | 0:1       | Aalesunds FK       |
|            | Åndalsnes IF        | 1:1 n. V. | Kristiansund FK    |
|            | Clausenengen FK     | 1:3       | Sunndal IL         |
|            | Tynset IF           | 4:1       | Røros IL           |
|            | Rosenborg Trondheim | 4:1       | SK Freidig         |
|            | Ranheim IL          | 1:0       | Henning IL         |
|            | Neset FK            | 0:0 n. V. | IL Stjørdals-Blink |
|            | Mosjøen IL          | 0:0 n. V. | Namsos IL          |
|            | Mo IL               | 4:2       | IL Stålkameratene  |
|            | SFK Bodø-Glimt      | 2:1 n. V. | IF Grand Bodø      |
|            | Beisfjord IL        | 0:1       | FK Mjølner         |
| 03.06.1980 | Kirkenes IF         | 1:2       | Alta IF            |
| 04.06.1980 | Navestad IF         | 0:3       | Eik IF             |
|            | Grue IL             | 4:0       | Sørumsand IL       |
|            | IF Birkebeineren    | 1:3       | IF Pors            |
|            | Kabelvåg IL         | 1:3 n. V. | Tromsø IL          |
|            | FK Landsås          | 1:0 n. V. | Harstad IL         |
| 05.06.1980 | FK Ørn              | 1:0       | Brevik IL          |
|            | Vålerenga Oslo      | 5:0       | SBK Skiold         |
|            | Strømsgodset IF     | 4:0       | Larvik Turn        |
| 11.06.1980 | Fredrikstad FK      | 3:0       | SK Stag            |
|            | Moss FK             | 13:00     | IL Flint           |
|            | Skeid Oslo          | 6:0       | Flisa IL           |
|            | Cartherud FF        | 1:7       | Ham-Kam            |
| 12.06.1980 | Bøn FK              | 0:2       | Lillestrøm SK      |

### Wiederholungsspiele
| Datum      |                    | Ergebnis  |              |
| ---------- | ------------------ | --------- | ------------ |
| 04.06.1980 | Namsos IL          | 2:1       | Mosjøen IL   |
|            | Vigrestad IK       | 1:0       | Klepp IL     |
|            | Kristiansund FK    | 3:0       | Åndalsnes IF |
|            | IL Stjørdals-Blink | 1:2 n. V. | Neset FK     |
| 05.06.1980 | Storms BK          | 1:2       | Odds BK      |
| 11.06.1980 | Jevnaker IF        | 3:0       | SK Snøgg     |

## 2. Runde
| Datum      |                   | Ergebnis  |                     |
| ---------- | ----------------- | --------- | ------------------- |
| 17.06.1980 | Eik IF            | 1:1 n. V. | Odds BK             |
|            | SK Vard Haugesund | 2:1       | Kopervik IL         |
| 17.06.1980 | Sarpsborg FK      | 2:0       | Strømsgodset IF     |
|            | Frigg Oslo FK     | 2:1       | FK Ørn              |
|            | SFK Lyn Oslo      | 6:1       | Lillehammer FK      |
|            | Bærum SK          | 2:3       | Moss FK             |
|            | Strømmen IF       | 2:3 n. V. | Skeid Oslo          |
|            | Lillestrøm SK     | 8:0       | Lisleby FK          |
|            | Kongsvinger IL    | 3:1       | Grue IL             |
|            | Vinstra IL        | 1:4       | Ham-Kam             |
|            | Jevnaker IF       | 1:3       | Vålerenga Oslo      |
|            | Mjøndalen IF      | 2:1       | Østsiden IL         |
|            | Åssiden IF        | 1:5       | Fredrikstad FK      |
|            | IF Pors           | 0:1       | Fram Larvik         |
|            | FK Vigør          | 3:1       | Start Kristiansand  |
|            | Vigrestad IK      | 0:2       | SK Haugar           |
|            | Bryne FK          | 0:1       | FK Jerv             |
|            | Viking Stavanger  | 4:2       | SK Ulf              |
|            | Brann Bergen      | 2:0       | Ny-Krohnborg IL     |
|            | IL Varegg         | 3:2       | Os TF               |
|            | Lærdal IL         | 0:1       | Raufoss IL          |
|            | Eid IL            | 4:0       | Aalesunds FK        |
|            | Skarbøvik IF      | 3:0       | Kristiansund FK     |
|            | Molde FK          | 2:1       | Ørsta IL            |
|            | Sunndal IL        | 0:1       | Tynset IF           |
|            | Strindheim IL     | 2:0       | IL Sverre           |
|            | Fram Skatval      | 0:5       | Rosenborg Trondheim |
|            | Neset FK          | 2:0       | Ranheim IL          |
|            | FK Mjølner        | 2:0       | FK Landsås          |
|            | Tromsø IL         | 0:4       | SFK Bodø-Glimt      |
|            | Alta IF           | 1:1 n. V. | Lyngen IL           |
| 19.06.1980 | Namsos IL         | 1:3       | Mo IL               |

### Wiederholungsspiele
| Datum      |           | Ergebnis |         |
| ---------- | --------- | -------- | ------- |
| 25.06.1980 | Odds BK   | 1:0      | Eik IF  |
|            | Lyngen IL | 0:1      | Alta IF |

## 3. Runde
| Datum      |                | Ergebnis  |                     |
| ---------- | -------------- | --------- | ------------------- |
| 03.07.1980 | Fredrikstad FK | 8:0       | Odds BK             |
|            | Skarbøvik IF   | 3:5 n. V. | Brann Bergen        |
|            | Raufoss IL     | 0:4       | Lillestrøm SK       |
|            | IL Varegg      | 1:3       | Viking Stavanger    |
|            | Skeid Oslo     | 0:1       | Mjøndalen IF        |
|            | SK Haugar      | 3:1 n. V. | FK Vigør            |
|            | Tynset IF      | 3:2 n. V. | Strindheim IL       |
|            | Moss FK        | 3:1 n. V. | Kongsvinger IL      |
|            | Fram Larvik    | 3:2       | Sarpsborg FK        |
|            | Mo IL          | 3:0       | FK Mjølner          |
|            | FK Jerv        | 1:3       | SK Vard Haugesund   |
| 04.07.1980 | Ham-Kam        | 3:0       | SFK Lyn Oslo        |
| 05.07.1980 | Eid IL         | 1:3       | Molde FK            |
|            | Neset FK       | 0:3       | Rosenborg Trondheim |
| 06.07.1980 | SFK Bodø-Glimt | 7:2       | Alta IF             |
|            | Vålerenga Oslo | 4:1       | Frigg Oslo FK       |

## 4. Runde
| Datum      |                   | Ergebnis  |                     |
| ---------- | ----------------- | --------- | ------------------- |
| 06.08.1980 | Mo IL             | 4:3       | Rosenborg Trondheim |
|            | Mjøndalen IF      | 2:1 n. V. | Moss FK             |
|            | Viking Stavanger  | 2:0       | Ham-Kam             |
|            | Lillestrøm SK     | 4:2       | Fram Larvik         |
|            | Brann Bergen      | 3:0       | SFK Bodø-Glimt      |
|            | Molde FK          | 1:2       | Fredrikstad FK      |
|            | Tynset IF         | 0:3       | Vålerenga Oslo      |
| 07.08.1980 | SK Vard Haugesund | 2:1       | SK Haugar           |

## Viertelfinale
| Datum      |                  | Ergebnis  |                   |
| ---------- | ---------------- | --------- | ----------------- |
| 31.08.1980 | Fredrikstad FK   | 1:3 n. V. | Lillestrøm SK     |
| 02.09.1980 | Vålerenga Oslo   | 3:1       | SK Vard Haugesund |
| 03.09.1980 | Viking Stavanger | 1:3       | Mo IL             |
|            | Brann Bergen     | 2:0       | Mjøndalen IF      |

## Halbfinale
| Datum      |               | Ergebnis  |                |
| ---------- | ------------- | --------- | -------------- |
| 21.09.1980 | Lillestrøm SK | 2:1       | Brann Bergen   |
|            | Mo IL         | 0:0 n. V. | Vålerenga Oslo |

### Wiederholungsspiel
| Datum      |                | Ergebnis |       |
| ---------- | -------------- | -------- | ----- |
| 02.10.1980 | Vålerenga Oslo | 2:0      | Mo IL |

## Finale
| Vålerenga Oslo                              | Vålerenga Oslo | Lillestrøm SK | Lillestrøm SK |
| ------------------------------------------- | --- | --- | ------------- |
| Vålerenga Oslo                              | \| Finale \| \| 26. Oktober 1980 in Oslo (Ullevaal-Stadion) \| \| Ergebnis: 4:1 (3:1) \| \| Zuschauer: 23.000 \| \| Schiedsrichter: Einar Halle \| \| Spielbericht \|                                                                 | \| Finale \| \| 26. Oktober 1980 in Oslo (Ullevaal-Stadion) \| \| Ergebnis: 4:1 (3:1) \| \| Zuschauer: 23.000 \| \| Schiedsrichter: Einar Halle \| \| Spielbericht \|                                                                       | Lillestrøm SK |
| Vålerenga Oslo                              | Tom Rüsz Jacobsen – Petter Morstad, Ernst Pedersen, Stein Pedersen, Tor Brevik – Arnfinn Moen (85. Stein Madsen), Tom Jacobsen, Vidar Davidsen – Erik Foss, Morten Haugen (77. Yngve Andersen), Terje Olsen Cheftrainer: Leif Eriksen | Arne Amundsen – Leif Hansen (65. Frank Tømmervåg), Tore Kordahl, Frank Grønlund, Tor Inge Smedås – Gunnar Lønstad, Arne Erlandsen (46. Tommy Nilsen) – Tom Lund – Erik Solér, Arne Dokken, Vidar Hansen Cheftrainer: Kjell Schou-Andreassen | Lillestrøm SK |
| Vålerenga Oslo                              | 1:1 Morten Haugen (34.) 2:1 Terje Olsen (38., Elfmeter) 3:1 Morten Haugen (42.) 4:1 Tom Jacobsen (80.) | 0:1 Vidar Hansen (15.) | Lillestrøm SK |
| Finale                                      | | |               |
| 26. Oktober 1980 in Oslo (Ullevaal-Stadion) | | |               |
| Ergebnis: 4:1 (3:1)                         | | |               |
| Zuschauer: 23.000                           | | |               |
| Schiedsrichter: Einar Halle                 | | |               |
| Spielbericht                                | | |               |